# Javania
Genre
Javania est un genre de coraux durs de la famille des Flabellidae.

## Liste d'espèces
Selon World Register of Marine Species (3 juillet 2015) et ITIS (3 juillet 2015), le genre Javania comprend les espèces suivantes :
| Selon World Register of Marine Species (3 juillet 2015) : - Javania antarctica Gravier, 1914 - Javania borealis Cairns, 1994 - Javania cailleti Duchassaing & Michelotti, 1864 - Javania californica Cairns, 1994 - Javania cristata Cairns & Polonio, 2013 - Javania erhardti Cairns, 2004 - Javania exserta Cairns, 1999 - Javania fusca Vaughan, 1907 - Javania insignis Duncan, 1876 - Javania lamprotichum Moseley, 1880 - Javania pseudoalabastra Zibrowius, 1974 | Selon ITIS (3 juillet 2015) : - Javania antarctica Gravier, 1914 - Javania borealis Cairns, 1994 - Javania cailleti Duchassaing & Michelotti, 1864 - Javania californica Cairns, 1994 - Javania exserta Cairns, 1999 - Javania fusca Vaughan, 1907 - Javania insignis Duncan, 1876 - Javania lamprotichum Moseley, 1880 - Javania pseudoalabastra Zibrowius, 1974 |